# 小唐庄站
小唐庄站是京承铁路上的一座已被废弃拆除的铁路车站，原址位于北京市密云区小唐庄村，果园西路与新北路交叉口北侧约100米处，紧邻京沈路。建于1958年，拆除前为四等站。
2013年9-12月间，受密云区新建101国道密云外绕线的影响，小唐庄站股道、站房及行车实施被陆续拆除，同年12月13日，小唐庄站在客里表中除名撤销。现原址仅保留靠路轨一侧的站台。